# Relaciones España-Nauru
Las Relaciones España-Nauru son las relaciones bilaterales entre estos dos países. La embajada de España en Canberra, Australia está acreditada para Nauru como embajada no residente. El consulado general español en Sídney está igualmente acreditado en sus funciones para Nauru.

## Relaciones diplomáticas
Aunque España mantiene relaciones diplomáticas con Nauru desde el 27 de septiembre de 1995, las relaciones bilaterales son muy exiguas, fuera del marco comunitario. El país se halla bajo la jurisdicción de la Embajada de España en Canberra, y los asuntos consulares se atienden desde el Consulado General de España en Sídney. Los intercambios de visitas son inexistentes.

## Cooperación
A finales de 2004, Nauru – en su calidad de miembro del Bureau International des Expositions- apoyó la candidatura de Zaragoza como sede de la Expo 2008. El Ayuntamiento de Zaragoza tiene firmado un Protocolo de Colaboración con Nauru para financiar proyectos de asistencia primarios.

## Visitas oficiales
En octubre de 2013, viaje oficial de presentación de credenciales por el embajador Enrique Viguera.

## Relación de declaraciones, tratados y acuerdos firmados
Las relaciones con la Unión Europea se encuadran en el marco post-Cotonú, en un período transitorio hasta la finalización de las negociaciones para la entrada en vigor de un Acuerdo Económico de Partenariado regional entre la UE y los Estados del Pacífico Sur. En el caso de Nauru el Programa Regional para el Pacífico de la UE persigue fomentar el desarrollo embrionario de una industria de pesca autóctona.